# Trans-Siberian Orchestra
A Trans-Siberian Orchestra amerikai zenekar. Fő profiljuk a karácsonyi zene, de jelen vannak még több egyéb műfajban is, például szimfonikus metal, hard rock, speed metal, progresszív metal, heavy metal. Fennállásuk alatt több tag is megfordult az együttesben. 1996-ban alakultak meg a floridai Tampában. Jelentős kapcsolódásuk van a Savatage és a Jon Oliva's Pain nevű zenekarokhoz, amelyek heavy metal zenét játszanak. Repertoárjukban komolyzenei feldolgozások is szerepelnek. Híresek látványos koncert-fellépéseikről is, a fényshow-juk például még a világűrből is látszik.

## Diszkográfia
- Christmas Eve and Other Stories (1996)
- The Christmas Attic (1998)
- Beethoven's Last Night (2000)
- The Lost Christmas Eve (2004)
- Night Castle (2009)
- Letters from the Labyrinth (2015)

## Egyéb kiadványok
- The Ghosts of Christmas Eve (videó, 2001)
- Trans-Siberian Orchestra (EP, 2007)
- Dreams of Fireflies (On a Christmas Night) (EP, 2012)
- Tales of Winter: Selection from the TSO Rock Operas (válogatáslemez, 2013)
- The Ghosts of Christmas Eve (soundtrack album, 2016)